# Kabinet-Tambroni
Het kabinet–Tambroni was de Italiaanse regering van 25 maart 1960 tot 26 juli 1960. Het kabinet was een minderheidsregering en werd gevormd door de politieke partij Democrazia Cristiana (DC) met gedoogsteun van de Italiaanse Sociale Beweging (MSI) na het aftreden van het vorige kabinet, waarna minister van de Schatkist en het Budget Fernando Tambroni werd benoemd als de nieuwe premier.

## Kabinet–Tambroni (1960)
| Ambtsbekleder                   | Ambtsbekleder             | Ambtsbekleder                         | Functie                                  | Ambtstermijn     | Ambtstermijn     | Partij |
| ------------------------------- | ------------------------- | ------------------------------------- | ---------------------------------------- | ---------------- | ---------------- | ------ |
|                                 | Fernando Tambroni         | Fernando Tambroni (1901–1963)         | Premier                                  | 25 maart 1960    | 26 juli 1960     | DC     |
| Minister van het Budget         | Fernando Tambroni         | Fernando Tambroni (1901–1963)         | 15 februari 1959                         |                  | 26 juli 1960     | DC     |
|                                 | Attilio Piccioni          | Attilio Piccioni (1892–1976)          | Vicepremier                              | 25 maart 1960    | 5 december 1963  | DC     |
|                                 | Alberto Folchi            | Alberto Folchi (1897–1977)            | Secretaris- generaal                     | 25 maart 1960    | 26 juli 1960     | DC     |
|                                 | Giuseppe Spataro          | Giuseppe Spataro (1897–1979)          | Minister van Binnenlandse Zaken          | 25 maart 1960    | 26 juli 1960     | DC     |
|                                 | Antonio Segni             | Antonio Segni (1891–1972)             | Minister van Buitenlandse Zaken          | 25 maart 1960    | 6 mei 1962       | DC     |
|                                 | Giuseppe Trabucchi        | Giuseppe Trabucchi (1904–1975)        | Minister van Financiën                   | 25 maart 1960    | 20 juni 1963     | DC     |
|                                 | Paolo Emilio Taviani      | Paolo Emilio Taviani (1912–2001)      | Minister van de Schatkist                | 25 maart 1960    | 20 februari 1962 | DC     |
|                                 | Guido Gonella             | Guido Gonella (1905–1982)             | Minister van Justitie                    | 20 mei 1957      | 20 februari 1962 | DC     |
|                                 | Emilio Colombo            | Emilio Colombo (1920–2013)            | Minister van Economische Zaken           | 15 februari 1959 | 22 juni 1963     | DC     |
|                                 | Giulio Andreotti          | Giulio Andreotti (1919–2013)          | Minister van Defensie                    | 15 februari 1959 | 24 februari 1966 | DC     |
|                                 | Camillo Giardina          | Camillo Giardina (1907–1985)          | Minister van Volksgezondheid             | 15 februari 1959 | 20 februari 1962 | DC     |
|                                 | Benigno Zaccagnini        | Benigno Zaccagnini (1912–1989)        | Minister van Arbeid en Sociale Zaken     | 15 februari 1959 | 26 juli 1960     | DC     |
|                                 | Giuseppe Medici           | Giuseppe Medici (1907–2000)           | Minister van Onderwijs                   | 15 februari 1959 | 26 juli 1960     | DC     |
|                                 | Fiorentino Sullo          | Fiorentino Sullo (1921–2000)          | Minister van Transport                   | 25 maart 1960    | 12 april 1960    | DC     |
|                                 | Mario Ferrari Aggradi     | Mario Ferrari Aggradi (1916–1997)     | Minister van Transport                   | 12 april 1960    | 26 juli 1960     | DC     |
|                                 | Giuseppe Togni            | Giuseppe Togni (1903–1981)            | Minister van Infrastructuur              | 20 mei 1957      | 26 juli 1960     | DC     |
|                                 | Mariano Rumor             | Mariano Rumor (1915–1990)             | Minister van Landbouw                    | 15 februari 1959 | 22 juni 1963     | DC     |
|                                 | Antonio Maxia             | Antonio Maxia (1904–1962)             | Minister van Communicatie                | 25 maart 1960    | 26 juli 1960     | DC     |
|                                 | Umberto Tupini            | Umberto Tupini (1889–1973)            | Minister van Toerisme                    | 15 februari 1959 | 26 juli 1960     | DC     |
|                                 | Armando Angelini          | Armando Angelini (1891–1968)          | Minister voor Parlementaire Betrekkingen | 25 maart 1960    | 26 juli 1960     | DC     |
| Minister voor Publieke Diensten | Armando Angelini          | Armando Angelini (1891–1968)          | 12 april 1960                            |                  | 26 juli 1960     |        |
| Minister voor Publieke Diensten |                           | Giorgio Bo                            | Giorgio Bo (1905–1980)                   | 15 februari 1959 | 12 april 1960    | DC     |
|                                 | Mario Martinelli          | Mario Martinelli (1906–2001)          | Minister voor Buitenlandse Handel        | 25 maart 1960    | 20 februari 1962 | DC     |
|                                 | Angelo Raffaele Jervolino | Angelo Raffaele Jervolino (1890–1985) | Minister voor de Koopvaardij             | 15 februari 1959 | 26 juli 1960     | DC     |
|                                 | Mario Ferrari Aggradi     | Mario Ferrari Aggradi (1916–1997)     | Minister voor Staats- deelnemingen       | 15 februari 1959 | 26 juli 1960     | DC     |
|                                 | Giulio Pastore            | Giulio Pastore (1902–1969)            | Minister voor Zuid-Italië                | 1 juli 1958      | 25 juli 1960     | DC     |

De Gasperi II · De Gasperi III · De Gasperi IV · De Gasperi V · De Gasperi VI · De Gasperi VII · De Gasperi VIII · Pella · Fanfani I · Scelba · Segni I · Zoli · Fanfani II · Segni II · Tambroni · Fanfani III · Fanfani IV · Leone I · Moro I · Moro II · Moro III · Leone II · Rumor I · Rumor II · Rumor III · Colombo · Andreotti I · Andreotti II · Rumor IV · Rumor V · Moro IV · Moro V · Andreotti III · Andreotti IV · Andreotti V · Cossiga I · Cossiga II · Forlani · Spadolini I · Spadolini II · Fanfani V · Craxi I · Craxi II · Fanfani VI · Goria · De Mita · Andreotti VI · Andreotti VII · Amato I · Ciampi · Berlusconi I · Dini · Prodi I · D'Alema I · D'Alema II · Amato II · Berlusconi II · Berlusconi III · Prodi II · Berlusconi IV · Monti · Letta · Renzi · Gentiloni · Conte I · Conte II · Draghi · Meloni